# Майфа Абдель Рахман
Майфа Абдель Рахман аль-Кіяді (араб. ميفع عبد الرحمن; * 1951 — 3 квітня 2021) — єменський письменник і журналіст. 

## З життєпису
Навчався в Інституті Горького в Москві (СРСР), де отримав ступінь магістра в 1982 році. 
Абдель Рахман працював у Міністерстві інформації НДРЄ. Співпрацював з єменськими часописами, зокрема Al-Nidaa. 
У 2010 році в рамках судового вироку проти Al-Nidaa та її журналістів Абдель Рахман був засуджений до трьох місяців ув'язнення умовно. 

## З доробку
Перша збірка оповідань Абдель Рахмана «Цнотливі наречені» з’явилася в 1975 році, друга — у 1983-му. 
Як письменник відомий своїми оповіданнями та новелами, які досліджують соціальні та політичні реалії Південного Ємену, зокрема жителів міст і сіл, які надихнулись військово-революційними змінами і зламом у традиційному єменському суспільстві і господарстві.
Переклади новел М. Абдель Рахмана виходили російською та англійською.